# Atomic Lullabies - Very Best of The Blow Monkeys
Atomic Lullabies - Very Best of The Blow Monkeys è una doppia compilation del gruppo britannico The Blow Monkeys, pubblicata, su etichetta BMG / Camden Record Label Deluxe, nel 1999, contenente, nel primo CD, tutti i più grandi successi della band e, nel secondo CD, la maggior parte dei loro numerosi Lati B, inclusi sui singoli usciti durante il periodo di attività del gruppo, dal 1984, l'anno di pubblicazione del primo album, Limping for a Generation, grande successo di critica e altrettanto grande flop commerciale, al 1990, quando i Blow Monkeys si sono sciolti, poco dopo l'uscita dell'ultimo album di inediti di studio, il quinto della discografia, intitolato Springtime for the World, come uno dei loro ultimi singoli e come l'omonimo EP.
Si tratta della terza raccolta di successi ufficiale della band, dopo la prima, Choices - The Singles Collection (vero e proprio classico, Numero 5 nella classifica inglese, la più alta posizione raggiunta dai Blow Monkeys, uscita anche come video compilation in VHS), del 1989, e Blow Monkeys The Masters, del 1997 - quest'ultima comprende, tra l'altro, la rarissima cover del brano di Curtis Mayfield intitolato Superfly (originariamente Lato B del singolo flop del 1986, Don't Be Scared of Me, il terzo estratto dal secondo album, Animal Magic). La prima parte del titolo della doppia collection deriva dalla forma plurale del titolo del primissimo singolo del gruppo, la ballata glam / jazz / punk Atomic Lullaby (letteralmente: «ninna nanna atomica»; quanto al genere, è stato Dr. Robert - nome d'arte di Robert Howard - il cantante, chitarrista, pianista, autore di testi e musiche della band a coniare l'originale definizione di «glam/jazz/punk», che all'epoca creò un vero e proprio piccolo caso, per via del fortissimo contrasto causato dall'accostamento delle tre parole, in netta contrapposizione l'una con l'altra, a riflettere il miscuglio musicale tipico del primo album dei The Blow Monkeys).
Il primo dei due CD ripropone di base la stessa tracklisting della prima raccolta del 1989, Choices - The Singles Collection, escludendo soltanto It Pays to Belong e Some Kind of Wonderful, di fatto due hit minori, ed aggiungendo invece Heaven Is a Place (I'm Moving to), tratta dal loro album di inediti di studio di maggior successo, She Was Only a Grocer's Daughter, del 1987, nonché due dei tre singoli estratti dal quinto ed ultimo album, Springtime for the World, del 1990, vale a dire la title track e il brano dal sound spagnoleggiante (per l'esattezza, l'atmosfera è più tipica delle Baleari) intitolato La Passionara - mentre viene omessa If You Love Somebody, l'ultimissima traccia mai promossa dal gruppo, sempre del 1990. Quest'ultima è stata ripubblicata in un EP che raccoglieva gli ultimi tre singoli, dal titolo collettivo di Springtime for the World, come il relativo album, contenente un remix cantato de La Passionara, oltre alla title track, e alla stessa If You Love Somebody, in due differenti versioni remixate.
Il secondo CD, in particolare, risulta piuttosto interessante, per tutta una serie di motivi. Innanzitutto, comprende due nuove tracce, I'm So Glad e The Higher Ground, fino ad allora rimaste inedite. Mentre la prima, dalle sonorità in genere più spiccatamente new wave e pop rock, pare risalire ad un'epoca tra il primo periodo della band, quello più grezzo, definito «glam/jazz/punk», e la fase immediatamente successiva, quella del grande successo commerciale, la seconda traccia inedita è stata invece, molto probabilmente, composta dopo la svolta dance dei Blow Monkeys - in effetti, la traccia starebbe benissimo sull'ultimo album, Springtime for the World. In secondo luogo, gran parte dei molti Lati B della band vengono raccolti sul secondo CD, che si tratti di brani all'epoca editi o inediti, i quali, specialmente quelli più vecchi, continuano nella scia dell'eclettico stile di Limping for a Generation. Lo stesso Dr. Robert, che abbozza una breve biografia musicale del gruppo nel libretto di Atomic Lullabies - Very Best of The Blow Monkeys, così scrive sia dell'album di debutto che dei Lati B: All'inizio, la nostra musica era molto grezza. Il primo album, Limping for a Generation, contiene alcuni dei nostri brani migliori. I Lati B ci mostrano rilassati e al massimo della spontaneità, dando un'immagine più chiara di ciò che per noi rappresentava la cosa davvero più importante: la musica. Per la maggior parte, i Lati B erano abbinati ai singoli, ma alcuni sono apparsi anche come extra Lati B dei maxi singoli. Altri, per l'esattezza The Love of Which I Dare Not Speak e The Other Side of You, erano già stati inclusi nelle relative edizioni in CD degli ultimi due album dei Blow Monkeys. Terzo motivo, questo secondo CD comprende una cover live di It's Not Unusual, una vera e propria piccola gemma isolata, che mostra la bravura del gruppo nelle esecuzioni dal vivo, di fatto spesso passata in secondo piano o addirittura persa di vista, costituendo invece uno dei punti di forza della band. Infine, il CD extra contiene una versione alternativa della traccia Beautiful Child, ballad soul già inserita in chiusura del terzo album She Was Only a Grocer's Daughter, riproposta qui in un ulteriore duetto con la leggenda del genere Curtis Mayfield, già con i Blow Monkeys in Celebrate (The Day After You), registrata per il medesimo album sbanca-classifiche; e soprattutto, forse la cosa migliore di entrambi i CD, viene riproposta qui anche I Backed a Winner (in You) - ancora dallo stesso terzo LP - una canzone quasi interamente a cappella, tutta costruita attorno alla calda voce soul di Dr. Robert, la sua chitarra acustica, quasi impercettibile, ma che fornisce comunque il necessario ritmo al tutto, e il coro dell'ensemble The Demon Barbers (gruppo vocale il cui nome significa letteralmente «I barbieri del demonio» - dalla tipica associazione del canto a cappella dei barbieri, di solito legato proprio alle armonie vocali, create da più voci che insieme realizzano un accordo), grazie a cui il pezzo e l'intero disco raggiungono nuove ed inaspettate altezze.
In effetti, i Blow Monkeys hanno senza dubbio avuto la sfortuna di formarsi e di diventare famosi durante gli anni ottanta, una decade notoriamente criticata per la sua superficialità, l'eccessiva attenzione ai particolari esteriori, nonché mancanza di cura per il dettaglio musicale e carenza di competenze propriamente tecniche, soprattutto dal vivo. Come scrive lo stesso Dr. Robert nel booklet: Gli anni ottanta non sono stati il periodo migliore per fare musica: le cose erano troppo spettacolari, troppo sfavillanti, troppo esagerate - spalline imbottite, capelli spaziali, produzioni enormi e, finché non finivano i soldi, budget altrettanto enormi. Anche noi abbiamo fatto la nostra parte. Ma questi Lati B qui inclusi non seguono lo sviluppo mainstream che ha condotto i Blow Monkeys dallo status di band di illustri sconosciuti glam jazz, secondo l'originale definizione di Dr. Robert, nel summenzionato libretto, al sound pop rock, soul, funky e soprattutto dance e UK garage con cui la band conquisterà, successivamente, fama e successo.
Per questioni di completezza, bisogna dire che, anche se una tale panoramica già da sé basta a dare un'immagine generale dello stile dei singoli e dei Lati B, nel complesso, qualcosa di fatto manca. Per quanto riguarda i singoli, i seguenti vengono omessi: il singolo di debutto del 1984, Go Public; il flop del 1986, Don't Be Scared of Me; il singolo che, dei quattro estratti del 1987, ha raggiunto la posizione più bassa in classifica, Some Kind of Wonderful; la prima delle due versioni di This is Your Life, quella del 1988; e l'unico dei singoli del 1988 a non entrare proprio in classifica, It Pays to Belong. Per quanto riguarda invece i Lati B, questi i brani esclusi: Sweet Obsession e Huckleberry, dal maxi singolo del 1987 Some Kind of Wonderful; Let the Big Bad Dog Eat It, dal secondo maxi singolo del 1988 This Is Your Life; Hingway!, dal maxi singolo del 1988 It Pays to Belong; Oh Yeah!, dal singolo del 1989 Choice?; What's That?, dal singolo del 1989 Slaves No More; e Superfly, originariamente comparsa come B-side del singolo del 1986 Don't Be Scared of Me, anche se si tratta della cover di una famosa canzone dell'idolo musicale per eccellenza di Dr. Robert, Curtis Mayfield, già inclusa però nella seconda raccolta di successi dei Blow Monkeys, Blow Monkeys The Masters, uscita due anni prima, nel 1997.
In particolare, le prime tre tracce del CD 1 di Atomic Lullabies - Very Best of The Blow Monkeys provengono da Limping for a Generation del 1984; le tracce dalla 4 alla 6 sono tratte da Animal Magic del 1986; i brani dal 7 al 10 sono inclusi originariamente su She Was Only a Grocer's Daughter del 1987; i pezzi numero 11 e 12 costituiscono due dei quattro singoli estratti da Whoops! There Goes the Neighbourhood del 1988 (anche se entrambe le canzoni sono state pubblicate in formato singolo all'inizio del 1989); le tracce 13 e 14 rappresentano i due inediti aggiunti alla prima raccolta, Choices - The Singles Collection (anche questa uscita nel 1989, ma verso la fine dell'anno); e, infine, i brani 15 e 16 sono contenuti sull'ultimissimo album di inediti di studio pubblicato dai Blow Monkeys, Springtime for the World, del 1990.

## Tracce
Testi e musiche: Dr. Robert

### CD 1
1. Atomic Lullaby - 3:36 (1984)
2. He's Shedding Skin - 4:03 (1984)
3. Wildflower - 3:00 (1985)
4. Forbidden Fruit - 4:06 (1985)
5. Digging Your Scene - 4:05 (1986) [UK: Numero 12; USA: Numero 14; USA Dance: Numero 7; Germania: Numero 25]
6. Wicked Ways - 3:34 (1986) [UK: Numero 60]
7. Heaven Is a Place (I'm Moving to) - 4:05 (1986)
8. It Doesn't Have to Be This Way - 4:02 (1987) [UK: Numero 5]
9. Out with Her - 4:41 (1987) [UK: Numero 30]
10. (Celebrate) The Day After You - con Curtis Mayfield - 3:39 (1987) [UK: Numero 52]
11. Wait - Robert Howard & Kym Mazelle - 3:09 (1989) [UK: Numero 7]
12. This is Your Life - Remix - 5:11 (1989) [UK: Numero 32]
13. Choice? - con Sylvia Tella - 3:24 (1989) [UK: Numero 22]
14. Slaves No More - con Sylvia Tella - 3:38 (1989) [UK: Numero 73]
15. Springtime for the World - 3:23 (1990) [UK: Numero 69]
16. La Passionara - 4:59 (1990) [UK: Numero 69]

### CD 2
Testi e musiche: Dr. Robert, tranne numero 8 di L. Reed/G. Mills & numero 16 di Howard/Kiley/Anker/Henry
1. I'm So Glad - 4:42 (inedito)
2. The Higher Ground - 3:33 (inedito)
3. Rub-a-Dub Shanka - 4:10 (1984; Lato B del singolo Go Public)[1]
4. Resurrection Love - 3:17 (1984; Lato B del singolo Man from Russia)
5. Slither - 3:36 (1984; Lato B del maxi singolo Man from Russia)
6. My Twisty Jewel - 3:42 (1984; Lato B del singolo Atomic Lullaby)
7. Kill the Pig - 5:25 (1984; Lato B del maxi singolo Atomic Lullaby)[2]
8. It's Not Unusual - 3:12 (live)
9. My America - 4:08 (1985; Lato B del singolo Forbidden Fruit)
10. The Optimist - 3:06 (1985; Lato B del maxi singolo Forbidden Fruit)
11. I Backed a Winner (in You) - 2:41 (1986; Lato B del singolo Digging Your Scene)[3]
12. Walking the Bluebeat - 4:14 (1986; Lato B del maxi singolo Wicked Ways)[4]
13. Beautiful Child - con Curtis Mayfield - 3:50 (1987; Lato B del singolo The Day After You)[5]
14. This Day Today - 3:27 (1988; Lato B del singolo This Is Your Life)
15. The Love of Which I Dare Not Speak - 4:03 (1988; Lato B del singolo It Pays to Belong)[6]
16. The Other Side of You - 4:36 (1990; Lato B del maxi singolo Springtime for the World)[7]

## Credits

### Membri della band
- Dr Robert: voce, pianoforte, chitarra, musica, testi, libretto
- Mick Anker: basso
- Tony Kiley: batteria
- Neville Henry: sassofono

### Altre voci nei duetti
- Curtis Mayfield: altra voce duetti CD 1, numero 10; CD 2, numero 13
- Kym Mazelle: altra voce duetto CD 1, numero 11
- Sylvia Tella: altra voce duetti CD 1, numero 13-14

### Produzione
- Dr. Robert
- Adam Moseley
- Peter Wilson
- Michael Baker & The Axeman
- Stephen Hague
- Juan Atkins
- Paul Witts/Egor
- Hector

### Staff
- Michele Siedner: fotografie dal vivo

### Altri membri dello staff
Per gli altri musicisti, produttori e membri del personale tecnico nel dettaglio, vedere i cinque album di studio dei Blow Monkeys e le altre due raccolte di successi della band:
- Limping for a Generation (1984)
- Animal Magic (1986)
- She Was Only a Grocer's Daughter (1987)
- Whoops! There Goes the Neighbourhood (1988)
- Choices - The Singles Collection (1989)
- Springtime for the World (1990)
- Blow Monkeys The Masters (1997)

## Dettagli pubblicazione
| Paese | Data | Etichetta                        | Formato | N° Catalogo  |
| UK    | 1999 | BMG / Camden Record Label Deluxe | 2 CD    | 74321 698822 |